# 吉成静恵
吉成 静恵（よしなり しずえ、1980年7月17日 - ）は、NHK徳島放送局の契約キャスター。

## 人物・経歴
徳島県出身。地元の大学在学中に四国放送でリポーターを務め大学を卒業した後、2003年に香川の瀬戸内海放送へ入り3年、2006年から地元NHK徳島放送局で5年、アナウンサー・キャスターとして活動した。
さだまさしのファンであり、2008年7月27日、『今夜も生でさだまさし徳島から生放送!真夏の夜もさだまさし』では、当時新人の二宮直輝とともに出演した。徳島放送局の番組の宣伝を行ったが、その際にさだから自分のファンであることと、以前から吉成のインタビュー取材を度々受けたことがあることを暴露された。16年後の2024年5月31日、『今夜も生でさだまさし徳島ミッドナイト阿波ー!』では、当時新人の羽深未奈乃とともに出演した。
番組改編に合わせるように2011年で一度職を離れ、その後結婚し3児を出産。2022年、とくしまニュース645キャスターとしてNHKに復帰した。2023年、育児経験を生かすかのように、火曜子育て支援担当キャスター、金曜メインキャスターとして平日夕方ニュース番組に復帰した。
趣味は旅行、写真、読書、ミュージカル鑑賞。モットーは「生涯新人・生涯現役」、「実るほど頭たれる稲穂かな」。

## 出演番組

### 四国放送
- おはようとくしま「ちょっと行ってみませんか」

### NHK徳島
- あわメロ
- とくしまi
- 今夜も生でさだまさし徳島ミッドナイト阿波ー!
  - 徳島から生放送!真夏の夜もさだまさし（2008年7月27日）
  - 徳島ミッドナイト阿波ー!（2024年5月31日）
- とくしまニュース645（2022年4月 - 2023年3月）
- とく6徳島（金曜メインキャスター、火曜子育て支援企画担当。2023年4月 - ）
- あわとく『なぜそこで徳島LOVE?』（2024年6月21日）